# 17077 Pampaloni
17077 Pampaloni este un asteroid din centura principală de asteroizi.

## Descriere
17077 Pampaloni este un asteroid din centura principală de asteroizi. A fost descoperit pe 25 aprilie 1999 la San Marcello Pistoiese de Andrea Boattini și Maura Tombelli. Asteroidul prezintă o orbită caracterizată de o semiaxă mare de 2,37 ua, o excentricitate de 0,06 și o înclinație de 12,0° în raport cu ecliptica.